# علي أباد (إسفراين)
علي أباد (بالفارسية: علی‌آباد) هي مستوطنة تقع في قسم زرق‌آباد الريفي (مقاطعة إسفراين) في إيران. يقدر عدد سكانها بـ 200 نسمة .